# Райхштедт
Райхштедт (нім. Reichstädt) — громада в Німеччині, розташована в землі Тюрингія. Входить до складу району Грайц. Складова частина об'єднання громад Ам-Браметаль.
Площа — 5,03 км2. Населення становить 338 ос. (станом на 31 грудня 2021).

## Галерея

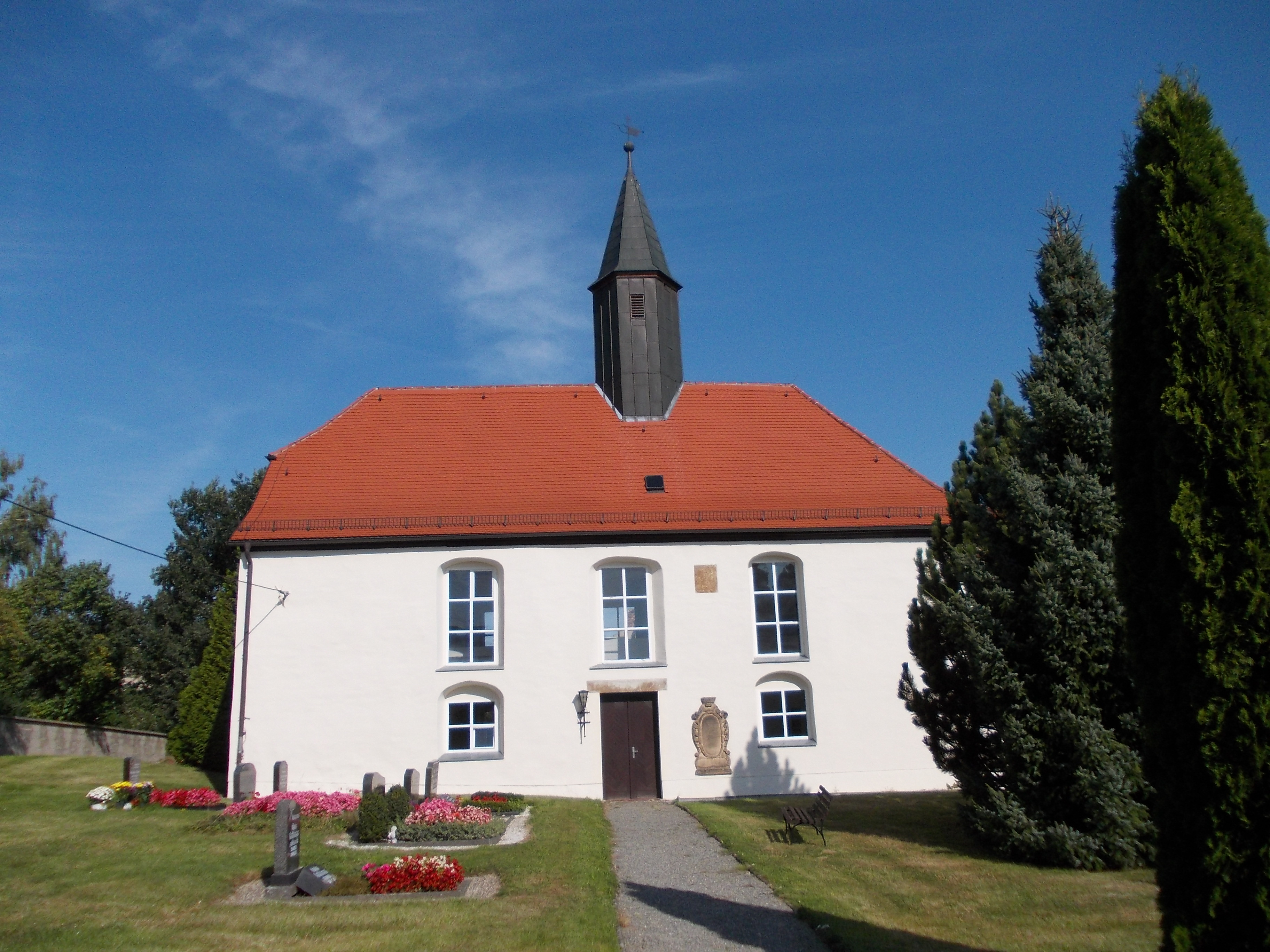